# Dobrava pri Konjicah
Dobrava pri Konjicah je  razloženo predmestno naselje Slovenskih Konjic, v občini Slovenske Konjice, na ledenodobni terasi severozahodno od mesta, med reko Dravinjo in njenim pritokom Koprivnico. Poselitev je predvsem ob obeh vodotokih in na položnem predelu podpohorskega dela Dravinjskih goric. 

## Zgodovina
V zaselku Dobje stoji istoimenski dvorec iz 15. stoletja, popolnoma prezidan v drugi polovici 20. stoletja.
Leta 1994 je bil del naselja vključen v novo naselje Dobrovlje, ki spada pod občino Zreče.